# Аччарини, Тидео
Тидео Аччарини (итал. Tideo Acciarini), урождённый Тидей Акциарин Пицен Эльпидиенс (лат. Tydeus Acciarinus Picenus Elpidiensis; между 1427 и 1430, Сант-Эльпидио-а-Маре — около 1500 года) — итальянский гуманист, поэт и педагог.

## Биография
После получения гуманистического образования, Тидео Аччарини остался в своём родном регионе, где устроился на работу учителем. В 1458 году стал придворным поэтом в замке Алессандро Сфорца. Сблизившись с гуманистами из круга Папы Пия II, он стал вести активную деятельность на европейской культурной и политической арене, за что впал в немилость при королевском дворе и был сослан в Далмацию. Последние годы жизни он провёл при испанском дворе в качестве наставника принца Хуана Арагонского.